# Midnight Club 3: DUB Edition
Midnight Club 3: DUB Edition – komputerowa gra wyścigowa stworzona przez studio Rockstar San Diego i wydana w 2005 roku przez Rockstar Games. Jest to trzecia część serii gier Midnight Club; ukazała się w wersji na konsole PlayStation 2, Xbox i PlayStation Portable.
Akcja gry rozgrywa się w replikach trzech rzeczywistych miast: San Diego, Atlanty oraz Detroit. Jej tematyką są nielegalne wyścigi rozgrywane na ulicach miast. W grze występują rzeczywiste pojazdy (dzięki wykupieniu przez twórców gry licencji na użycie nazw i wyglądów samochodów) oraz rozbudowany system tuningu pojazdów. Tak jak w poprzedniej części, oprócz samochodów gracz może kierować również motocyklami. Celem gry jest zdobycie tytułu najlepszego kierowcy. Tak jak w poprzedniej części, oprócz trybu dla jednego gracza istnieje również tryb gry dla dwóch graczy na podzielonym ekranie oraz gra wieloosobowa.
W 2006 roku została wydana specjalna edycja Midnight Club 3 pod nazwą Midnight Club 3: DUB Edition Remix, w której znalazło się nowe miasto – Tokio, a także 24 nowych modeli samochodów, dodatkowy tryb rozgrywki, 25 nowych licencjonowanych utworów muzycznych, drobne zmiany graficzne w interfejsie, a także poprawki błędów oraz rozgrywki.